# Aleksejs Anufrijevs
Aleksejs Anufrijevs, (fallecido en el año 1945) fue un jugador de baloncesto letón. Consiguió la medalla de oro con Letonia en el Eurobasket de Suiza 1935.